# Споднє Паловче
Споднє Паловче (словен. Spodnje Palovče) — поселення в общині Камник, Осреднєсловенський регіон, Словенія. Висота над рівнем моря: 594,5 м.